# Чемпіонат Житомирської області з футболу
Чемпіонат Житомирської області з футболу (Вища ліга) — перший за рангом футбольний турнір Житомирської області серед аматорських команд. Проводиться під егідою Житомирської обласної асоціації футболу. З 1988 по 1996 роки, призери чемпіонату області визначались за клубним заліком. Кожен клуб, учасник чемпіонату області, за регламентом грав двома складами, основним та юнацьким (школярі, віком до 17 років), а чемпіон області визначався за сумою очок, які набрали у своїх групах обидві команди.

## Усі переможці
| Сезон | Чемпіон                            | 2 місце                          | 3 місце                          |
| 1945  | «Динамо» (Житомир)                 |                                  |                                  |
| 1946  | «Динамо» (Житомир)                 | «Понтонери» (Житомир)            | «Машинобудівник» (Бердичів)      |
| 1947  | «Динамо» (Житомир)                 | «Спартак» (Житомир)              | СК (капітан т. Курбатов)         |
| 1948  | «Динамо» (Житомир)                 | «Машинобудівник» (Бердичів)      | «Спартак» (Житомир)              |
| 1949  | Будинок офіцерів (Житомир)         | «Динамо» (Житомир)               | в/ч 33499 (Новоград-Волинський)  |
| 1950  | «Сталінець» (с. Токарівка)         | «Машинобудівник» (Бердичів)      | в/ч 33499 (Новоград-Волинський)  |
| 1951  | «Спартак» (Житомир)                | «Машинобудівник» (Бердичів)      | «Шахтар» (Коростишів)            |
| 1952  | «Машинобудівник» (Бердичів)        | в/ч 33499 (Новоград-Волинський)  | «Червона Зірка» (Малин)          |
| 1953  | «Динамо» (Житомир)                 | «Червона Зірка» (Малин)          | «Торпедо» (Бердичів)             |
| 1954  | «Динамо» (Житомир)                 | «Урожай» (Житомир)               | «Червона Зірка» (Малин)          |
| 1955  | «Буревісник» (Баранівка)           | «Червона Зірка» (Малин)          | «Урожай» (Житомир)               |
| 1956  | «Торпедо» (Бердичів)               | «Червона Зірка» (Малин)          | «Буревісник» (Баранівка)         |
| 1957  | «Буревісник» (Новоград-Волинський) | Будинок офіцерів (Смоківка)      | «Будівельник» (Коростень)        |
| 1958  | «Авангард» (Житомир)               | «Червона Зірка» (Малин)          | «Прогрес» (Бердичів)             |
| 1959  | «Шахтар» (Коростишів)              | «Прогрес» (Бердичів)             | «Керамік» (Баранівка)            |
| 1960  | «Шахтар» (Коростишів)              | «Авангард» (Новоград-Волинський) | «Прогрес» (Бердичів)             |
| 1961  | «Старт» (Бердичів)                 | «Авангард» (Малин)               | «Зірка» (Овруч)                  |
| 1962  | «Прогрес» (Бердичів)               | «Торпедо» (Овруч)                | «Зеніт» (Житомир)                |
| 1963  | «Прогрес» (Бердичів)               | «Зеніт» (Житомир)                | «Торпедо» (Овруч)                |
| 1964  | «Прогрес» (Бердичів)               | «Авангард» (Новоград-Волинський) | «Електровимірювач» (Житомир)     |
| 1965  | «Прогрес» (Бердичів)               | «Авангард» (Новоград-Волинський) | Команда РА (Озерне)              |
| 1966  | «Авангард» (Новоград-Волинський)   | «Торпедо» (Овруч)                | «Прогрес» (Бердичів)             |
| 1967  | «Електровимірювач» (Житомир)       | «Озерне» (Озерне)                | «Прогрес» (Бердичів)             |
| 1968  | «Електровимірювач» (Житомир)       | «Шкіряник» (Бердичів)            | «Авангард» (Малин)               |
| 1969  | «Електровимірювач» (Житомир)       | «Шкіряник» (Бердичів)            | «Енергія» (Першотравенськ)       |
| 1970  | «Електровимірювач» (Житомир)       | «Будівельник» (Овруч)            | «Авангард» (Новоград-Волинський) |
| 1971  | «Електровимірювач» (Житомир)       | «Прогрес» (Бердичів)             | «Авангард» (Новоград-Волинський) |
| 1972  | «Електровимірювач» (Житомир)       | «Локомотив» (Коростень)          | «Прогрес» (Бердичів)             |
| 1973  | «Електровимірювач» (Житомир)       | «Труд» (Житомир)                 | «Прогрес» (Бердичів)             |
| 1974  | «Електровимірювач» (Житомир)       | «Прогрес» (Бердичів)             | «Папірник» (Малин)               |
| 1975  | «Електровимірювач» (Житомир)       | «Прогрес» (Бердичів)             | «Торпедо» (Житомир)              |
| 1976  | «Торпедо» (Житомир)                | «Шкіряник» (Бердичів)            | «Електровимірювач» (Житомир)     |
| 1977  | «Прогрес» (Бердичів)               | «Електровимірювач» (Житомир)     | «Торпедо» (Житомир)              |
| 1978  | «Електровимірювач» (Житомир)       | «Торпедо» (Житомир)              | «Динамо» (Новогуйвинське)        |
| 1979  | «Шкіряник» (Бердичів)              | «Торпедо» (Житомир)              | «Динамо» (Новогуйвинське)        |
| 1980  | «Електровимірювач» (Житомир)       | «Прогрес» (Бердичів)             | «Торпедо» (Житомир)              |
| 1981  | «Електровимірювач» (Житомир)       | «Папірник» (Малин)               | «Прогрес» (Бердичів)             |
| 1982  | «Прогрес» (Бердичів)               | «Електровимірювач» (Житомир)     | «Верстатобудівник» (Житомир)     |
| 1983  | «Торпедо» (Житомир)                | ТТУ (Житомир)                    | «Електровимірювач» (Житомир)     |
| 1984  | «Прогрес» (Бердичів)               | «Електровимірювач» (Житомир)     | «Зірка» (Бердичів)               |
| 1985  | «Прогрес (Бердичів)»               | «Зірка» (Бердичів)               | «Електровимірювач» (Житомир)     |
| 1986  | «Прогрес» (Бердичів)               | «Електровимірювач» (мЖитомир)    | «Папірник» (Малин)               |
| 1987  | «Прогрес» (Бердичів)               | «Папірник» (Малин)               | «Зірка» (Бердичів)               |

| Сезон | Чемпіон                 | 2 місце                         | 3 місце                      | Чемпіон у загальному заліку     |
| 1988  | «Прогрес» (Бердичів)    | «Зірка» (Бердичів)/(Чуднів)     | «Електровимірювач» (Житомир) | «Прогрес» (Бердичів)            |
| 1989  | «Папірник» (Малин)      | «Прогрес-Бофіка» (Бердичів)     | «Верстатобудівник» (Житомир) | «Папірник» (Малин)              |
| 1990  | «Керамік» (Баранівка)   | «Папірник» (Малин)              | «Верстатобудівник» (Житомир) | «Хімік» (Житомир)               |
| 1991  | «Папірник» (Малин)      | «Хімік» (Житомир)               | «Керамік» (Баранівка)        | «Хімік» (Житомир)               |
| 1992  | «Керамік» (Баранівка)   | «Шкіряник» (Бердичів)           | «Хімік-Крок» (Житомир)       | «Хімік-Крок» (Житомир)          |
| 1993  | «Керамік» (Баранівка)   | «Полісся» (Коростень)           | «Шкіряник» (Бердичів)        | «Звягель» (Новоград-Волинський) |
| 1994  | «Крок» (Житомир)        | «Звягель» (Новоград-Волинський) | «Шкіряник» (Бердичів)        | «Крок» (Житомир)                |
| 1995  | «Папірник» (Малин)      | «КХП-Крок» (Черняхів)           | «Будівельник» (Житомир)      | «Будівельник» (Житомир)         |
| 1996  | «Будівельник» (Житомир) | «Берд» (Бердичів)               | «КХП» (Черняхів)             | «Будівельник» (Житомир)         |

| Сезон           | Чемпіон                             | 2 місце                             | 3 місце                       |
| 1997            | «КХП» (Черняхів)                    | ФК «Бердичів»                       | «Лідер» (Новоград-Волинський) |
| 1998            | «КХП» (Черняхів)                    | «Сокіл» (Бердичів)                  | «Керамік» (Баранівка)         |
| 1999            | «КХП» (Черняхів)                    | ФК «Бердичів»                       | «Локомотив» (Коростень)       |
| 2000            | «Рудь» (Житомир)                    | «Система-КХП» (Черняхів)            | «Локомотив» (Коростень)       |
| 2001            | «Рудь» (Житомир)                    | «Титан» (Іршанськ)                  | «Система-КХП» (Черняхів)      |
| 2002            | «Система-КХП» (Черняхів)            | «Рудь» (Житомир)                    | «Хіммаш» (Коростень)          |
| 2003            | «Хіммаш» (Коростень)                | ФК «Коростень»                      | «Геолог» (Коростишів)         |
| 2004            | «Хіммаш» (Коростень)                | ФК «Коростень»                      | «Арсенал» (Житомир)           |
| 2005            | «Хіммаш» (Коростень)                | ФК «Коростень»                      | ФК «Бердичів»                 |
| 2006            | ФК «Бердичів»                       | «Хіммаш» (Коростень)                | «Лівіс-Арсенал» (Коростишів)  |
| 2007            | «Легіон» (Житомир)                  | «Хіммаш» (Коростень)                | «Металург» (Малин)            |
| 2008            | «Металург» (Малин)                  | «Хіммаш» (Коростень)                | «Легіон» (Житомир)            |
| 2009            | «Хіммаш» (Коростень)                | «Звягель-750» (Новоград-Волинський) | ФК «Коростень»                |
| 2010            | «Звягель-750» (Новоград-Волинський) | «Зоря-Енергія» (Романів)            | ДЮФК (Коростень)              |
| 2011 (Коцюбко)  | «Легіон» (Житомир)                  | СК «Коростень»                      | ФК «Лугини» (Лугини)          |
| 2011 (Опанащук) | ФК «Бараші» (Бараші)                | ФК «Бердичів»                       | «Арсенал» (Житомир)           |
| 2012 (Опанащук) | СК «Коростень»                      | «Полісся» (Городниця)               | ФК «Бердичів»                 |
| 2013 (Опанащук) | «Полісся» (Городниця)               | СК «Коростень»                      | «Керамік» (Баранівка)         |
| 2014            | СК «Коростень»                      | «Авангард» (Новоград-Волинський)    | «Локомотив» (Коростень)       |
| 2015            | СК «Коростень»                      | ФК «Бердичів»                       | «Мал» (Коростень)             |
| 2016            | СК «Коростень»                      | «Полісся» (Городниця)               | ФК «Бердичів»                 |
| 2017            | «Полісся» (Городниця)               | «Полісся» (Ставки)                  | СК «Коростень»                |
| 2018            | «Полісся» (Ставки)                  | «Звягель» (Новоград-Волинський)     | «Полісся» (Городниця)         |
| 2019            | «Звягель» (Новоград-Волинський)     | «Мал» (Коростень)                   | «Полісся» (Ставки)            |
| 2020            | «Звягель» (Новоград-Волинський)     | «Мал» (Коростень)                   | «Полісся» (Ставки)            |
| 2021            | «Полісся» (Ставки)                  | ФК «Бердичів»                       | «Мал» (Коростень)             |
| 2022            | «Зоря» (Романів)                    | ФК «Бердичів»                       | «Полісся-2» (Ставки)          |
| 2023            | «ВІВАД» (Романів)                   | «Мал» (Коростень)                   | ФК «Бердичів»                 |
| 2024            | «ВІВАД» (Романів)                   | «Мал» (Коростень)                   | ФК «Бердичів»                 |
| 2025            |                                     |                                     |                               |